# Șanțul tubei auditive
Șanțul tubei auditive [Sulcus tubae auditoriae (auditive)] este un șanț puțin adânc aproape de marginea posterioară a feței infratemporală a aripilor mari ale osului sfenoid, lateral de procesul pterigoid, între fosa scafoidă (aflată medial) și spina sfenoidului (aflată lateral). În șanțul tubei auditive este situată porțiunea cartilaginoasă a tubei auditive.